# سنت اندلیون
سنت اندلیون (به انگلیسی: St Endellion) یک روستا و محله مدنی در بریتانیا است که در Cornwall واقع شده‌است. سنت اندلیون ۹۸۷ نفر جمعیت دارد.